# Миана (бриг, 1828)
«Миана» — 8-пушечный бриг Каспийской флотилии Российской империи. Находился в составе флота с 1828 по 1838 год, принимал участие в Русско-турецкой войне 1828—1829 годов, использовался в качестве крейсерского, транспортного и брандвахтеннотго судна, а по окончании службы был разобран в Астрахани.

## Описание брига
Парусный бриг с деревянным корпусом, длина судна составляла 22,4 метра, ширина — 6,4 метра, а осадка 2,7 метра. Вооружение судна состояло из 8 орудий.
Бриг получил своё название в память о взятии русскими войсками города Миана в январе 1828 года.

## История службы
Бриг «Миана» был заложен на стапеле Астраханского адмиралтейства 18 (30) апреля 1827 года и после спуска на воду 24 сентября (6 октября) 1829 года вошёл в состав Каспийской флотилии России. Строительство корабля вёл кораблестроитель в звании подпоручика Корпуса корабельных инженеров С. О. Бурачёк.
Во время Русско-турецкой войны 1828—1829 годов в кампанию 1829 года обеспечивал доставку припасов и войск из Астрахани в действующую армию.
После окончания войны в течение кампаний 1830—1834 годов выходил в плавания в Каспийское море для превозки грузов из Астрахани в Баку и устье Куры. В кампанию 1835 года находился в крейсерских плаваниях у мыса Тюб-Караган для защиты рыбных промыслов от браконьеров. В 1836 и 1837 годах нёс брандвахтенную службу у острова Четырёхбугорный.
По окончании службы в 1838 году бриг «Миана» был переоборудован под магазин в Астрахани.

## Командиры брига
Командирами брига «Миана» в составе Российского императорского флота в разное время служили:
- Л. Л. Князев (1827—1829 годы);
- Колычев (1830 год);
- Г. Н. Макаров (1831—1833 годы);
- А. Л. Пищевич (1834 год);
- Ф. А. Усаченко (1835 год);
- А. С. Костыгов (1836 год);
- М. С. Шелепин (1837 год).

### Комментарии
1. ↑  73 фута 6 дюймов[1].
2. ↑  21 фут[1].
3. ↑  9 футов[1].
4. ↑  В книге Л. И. Голенищева-Кутузова «О судах Балтийского флота, построенных со времени вступления на престол государя императора Николая Павловича» ошибочно назван подполковником, фактически в книге указано звание кораблестроителя на момент выхода книги в 1843 году[5][6]. Также в книге спуск брига датируется 1827 годом[7].